# أسس غيبيات الأخلاق
أسس غيبيات الأخلاق (بالألمانية: Grundlegung zur Metaphysik der Sitten) هو أول عمل ناضج للفيلسوف إيمانويل كانط على الفلسفة الأخلاقية ويظل أحد أكثرها تأثيرا في هذا المجال. يرى كانط أن كتابه هذا هو عمل عن الأخلاق التأسيسية، وأنه يمهد أسس البحوث المستقبلية من خلال شرح المفاهيم والمبادئ الأساسية للنظرية الأخلاقية ويظهر أنها معيارية أمام العوامل العقلانية. وما كان كانط يطمح إليه هو كشف المبدأ الأساسي للأخلاق وتبيان أنه ينطبق علينا. يقدم كانط في الكتاب حججا رائدة بأن الصواب هو عمل يتحدد بطبيعة المبدأ الذي يعيش به الفرد. وهكذا يقف كانط في تناقض صارخ مع نظريات الحس الأخلاقي ونظريات الأخلاق الغائية التي هيمنت على الفلسفة الأخلاقية في ذلك الوقت.
ينقسم العمل إلى مقدمة تليها ثلاثة أقسام. تنطلق حجة كانط من الأسباب الشائعة وحتى القانون الأعلى غير المشروط، وذلك لتحديد وجود هذه الحجة. ثم يعود من هناك ليثبت أهمية ووزن القانون الاخلاقي. أما القسم الثالث والأخير من الكتاب فهو مبهم للغاية، الأمر الذي حدا بكانط لاحقا أن ينشر كتابا آخر بعنوان "نقد العقل العملي"، وذلك في العام 1788.